# بالامودو کونده
بالامودو کونده (انگلیسی: Ballamodou Conde؛ زادهٔ ۱۸ اکتبر ۱۹۷۳) بازیکن سابق و مربی فوتبال اهل گینه است.
از باشگاه‌هایی که در آن بازی کرده است می‌توان به باشگاه ورزشی الجهرا، باشگاه فوتبال صفاقسی، باشگاه فوتبال واریورس، باشگاه فوتبال پنانگ، و باشگاه فوتبال ولونگونگ وولفس اشاره کرد.
وی همچنین در تیم ملی فوتبال گینه بازی کرده است.